# 韩宇东
韩宇东（1942年—），男，广西合浦人，中华人民共和国制药工程师、政治人物，中国农工民主党中央委员会常务委员、海南省委员会主任委员，第八、九、十届全国政协委员。